# Neves debreceniek listája
Debrecenben született, itt élt, vagy a városhoz más ok miatt kötődő neves emberek.

## Debrecenben születettek
- Ábrahám Ernő (1882–1945) újságíró
- Adorján Sándor (1858–?) író, újságíró, műfordító
- Ambrus Zoltán (1861–1932) író, kritikus, MTA tag
- Apáti Miklós (1662–1724) protestáns prédikátor
- Bacsó Bálint (1786–1854) orvos, állatorvos
- Bakóczi János (1834–1900) református lelkész, egyháztörténész
- Balázs Klári (1952-) énekesnő
- Balogh Zoltán Tibor (1953–2002) magyar–amerikai matematikus
- Baranyi László (1729–?) magyar királyi testőr, városi tanácsos
- Baumgartner Zsolt (1981–) autóversenyző, az első magyar Formula–1-es pilóta
- Békés András (1927–2015) Kossuth- és Erkel Ferenc-díjas magyar rendező, érdemes és kiváló művész
- Békés Itala (1927–2025) Kossuth- és Jászai Mari-díjas magyar színművész
- Békessy Béla (1875–1916) olimpiai ezüstérmes kardvívó, honvédtiszt
- Beregszászi Nagy Pál (1790–1865) mérnök, építészeti felügyelő
- Bertók Lajos (1966–2006) színművész
- Bíró Gergő (1996–) népdalénekes, a Csillag születik című műsor felfedezettje
- Blattner Géza (1893–1967) festő, grafikus és bábművész
- Bódi Sylvi (1981–) modell
- Boldisár Kálmán (1869–?) történész, Debrecen rendőrkapitánya
- Boross Mária (1949–) színésznő
- Böőr Zoltán (1978–) magyar válogatott labdarúgó
- Böszörményi Géza (1924–2004) filmrendező, forgatókönyvíró
- Csajági János (1925–2003) Jászai Mari-díjas rendező, színházigazgató
- Csokonai Vitéz Mihály (1773–1805) költő
- Csősz Imre (1969–) olimpiai bronzérmes, Európa-bajnok cselgáncsozó
- Dánffy Sándor Jászai Mari-díjas színész (1932–1999)
- Deák Éva (1954–) színésznő
- Diószegi Sámuel (1761–1813) református lelkész
- Dózsa Gergely (1978–) színész, a Holló Színház tagja
- Dobozy Imre magyar és amerikai szabadságharcos (Debrecen, 1827–Új Buda, Iowa, USA, 1885)
- Dzsudzsák Balázs (1986–) magyar válogatott labdarúgó
- Éles Bulcsú (1983–) magyar grafikus
- Fazekas Mihály (1766–1828) költő
- Feleki Sári (1920–1995) színésznő
- Fejszés Attila (1984–) színész, a Győri Nemzeti Színház tagja
- Ferenczy Tibor (1881–1943) rendőrtiszt, országgyűlési képviselő
- Fésűs Nelly (1971–) musicalszínésznő
- Flaskay Mihály úszó
- Fonyó Barbara (1972–) énekesnő, színésznő
- Forgács Attila (1962–) magyar szociálpszichológus, klinikai szakpszichológus
- Garay Nagy Tamás (1961–) magyar színész
- Gábor Bernadett (1980–) énekesnő – Desperado együttes
- Gáborjáni Szabó Kálmán (1897–1955) magyar festő, grafikus, művésztanár
- Gáll Ádám (1953–) festőművész
- Gervai Péter (1972–) a magyar Wikipédia alapítója
- Gombos Edina (1976–) műsorvezető
- Görbe Nóra (1956–) színésznő
- Gubás Gabi (1974–) színésznő, szabadúszó
- Gyarmati Olga (1924–2013) olimpiai bajnok atléta
- Gyulai-Zékány István (1996–) színész
- Hadházi László (1964–) Karinthy-gyűrűs humorista, színész
- Hajdu Péter István (1994–) színész
- Hajdu István (Steve) (1971–) színész
- Hankiss Elemér (1928–2015) szociológus
- Haranghy Jenő (1894–1951) festő, grafikus, iparművész
- Heller Tamás (1946–) előadóművész
- Husi Géza (1962–) gépészmérnök, számítógépes tervezőmérnök, a mechatronikai mérnök képzés debreceni alapítója
- Iván Aurél (1975 - ) újságíró, televízió szakember, a debreceni városháza sajtófőnöke 2016 és 2020 között
- Iván Kovács László (1930–1957) az 1956-os forradalom idején a Corvin közi ellenállók főparancsnoka
- Jacsó István (1913–1985) edző, sportvezető, jogász. A MOB egyetlen tagja, aki nem szavazta meg a Los Angeles-i olimpia bojkottját
- János György, Schőn (1914–1978) orvos vezérőrnagy, sebész, traumatológus, honvéd tábornok
- Joó Piroska (1941–2024) színésznő, fotómodell
- Kállay Ferenc (1790–1861) művelődés- és nyelvtörténész, jogász, az MTA tagja
- Kanizsa Tivadar (1933–1975) kétszeres olimpiai bajnok vízilabdázó
- Kapás Boglárka (1993–) olimpiai bronzérmes úszó
- Kardos István (1891–1975) zeneszerző, karmester, pedagógus
- Katona Zoltán (1955–) színész
- Kárpáti György (1934–2009) kanadai magyar neurológus, molekuláris biológus, az MTA tagja
- Kertész András (1956–) nyelvész, tudományfilozófus, egyetemi tanár, MTA tag
- Kiss Bazsa (1924–1994) színésznő
- Kiss Dezső (1929–2001) fizikus, az MTA tagja, a részecske- és magfizikai kutatások kiemelkedő alakja
- Kiss Lajos (1922–2003) nyelvész, szlavista, az MTA tagja
- Kocsár Miklós (1933–2019) zeneszerző
- Kocsi Csergő János (1647–1711) református püspök, hittudós, költő
- Koncz Tibor (1940–) zeneszerző, zongorista, hangszerelő
- Konrád György (1933–2019) író, esszéíró, szociológus
- Kósa Lajos (1964–) politikus, Debrecen polgármestere, a Fidesz alelnöke
- Koszorús Ferenc I. esztergomi páncélos hadosztály parancsnoka
- Kovács Pál (1912–1995) hatszoros olimpiai bajnok vívó
- Kovács Zsolt (1951–) Jászai Mari-díjas színész
- Krizsánné Csíkos Antónia (1887–1987) festőművész
- Lakatos Imre (1922–1974) matematika- és tudományfilozófus
- Lendvai Ildikó (1946–) politikus, az MSZP volt elnöke
- Lőrincz Lajos (1935–2010) közigazgatás-tudós, az MTA tagja
- Lukács László (1968–) énekes, a Tankcsapda frontembere
- Major Melinda (1974–) színésznő
- Makó Lajos (1854–1908) színművész, rendező, színházigazgató, műfordító
- Máthé Gábor (1985–) teniszező, siketlimpiai bajnok
- id. Máthé Imre (1911–1993) botanikus, agrobotanikus, az MTA tagja
- Medgyessy Ferenc (1881–1958) Kossuth-díjas szobrász
- Mikecz Róza (1951–) mentálhigiénés szakember, műfordító
- Molnár Levente (1972–) rockzenész, a Tankcsapda gitárosa
- Molnár Mariann (1983–) színésznő
- Nagy Lóránt színész, énekes
- Nagy Mihály (tanár) (1937–) egyetemi doktor, meteoritkutató, atommagkutató, c. egyetemi docens
- Nemes Katalin (1915–1991) zongoraművész és -tanár
- Németh Gábor (1958–) színész, szinkronszínész
- Nyakó Júlia (1963–) színésznő
- Ormos Mária (1930–2019) Széchenyi-díjas történész, az MTA tagja
- Ökröss Bálint (1829–1889) jogász, jogtudós, az MTA tagja
- Pálffy István (1959–) újságíró, műsorvezető, országgyűlési képviselő
- Papp Lajos (1935–) Németországban élő magyar zeneszerző
- Pálfy Péter Pál (1955–) matematikus
- Pavletits Béla (1977–) színész
- Petőfi Zoltán (1848–1870) színész, költő, Petőfi Sándor és Szendrey Júlia fia
- Pikó Sándor (1948–) képzőművész, a Lux együttes dobosa
- Rajna Rácz Mihály (1934–) színész
- Rácz Géza (1958–2016) színész
- Rusz Sándor (1972–2010) költő
- Sándor Tamás (1974–) 11-szeres magyar labdarúgó válogatott, 4-szeres magyar bajnok
- Sári Éva (1977–) énekesnő
- Senánszky Petra (1994–) többszörös világ- és Európa-bajnok uszonyos úszó
- Schafarzik Ferenc (1854–1927) geológus, az MTA tagja
- Schell Judit (1973–) Jászai Mari-díjas színésznő
- Szabó Judit (1974–) színésznő
- Szabó Magda (1917–2007) Kossuth-díjas magyar írónő, műfordító
- Szalay A. Sándor (1949–) Széchenyi-díjas asztrofizikus, MTA tag
- Szelecsényi Norbert (1949–) zongoraművész
- Szécsi Vilma (1933–) magyar színésznő
- Szolnoki Péter (1970–) Zenész (Zenekarok: Bon-Bon, Sziluett, Bang Bang, Bulldózer)
- Taróczy Nándor (1874–1973) magyar katonatiszt, hírszerző
- Tassi Béla (1911–1986) magyar színész
- Tánczos Adrienn (1975–) magyar színésznő
- Tikász Sándor (1951–) a Lux együttes gitárosa
- Tisza Tibor (1984–) labdarúgó
- Tokaji Csaba (1979–) színész
- Tokaji Zsolt (1971–) író, műfordító, orientalista
- Tordai Teri (1941–) színésznő
- Tóth Anita (1972–) színésznő
- Tóth András Tozzi (1976–) újságíró, szerkesztő, riporter, kulturális szervező
- Tóth Imre (Művésznevén: Bruti) (1970–) magyar humorista, dalszerző, zenész, műsorvezető
- Tóth Zolka (1974–) színész
- Uri István (1945–2019) Kazinczy-, Aase- és Jászai Mari-díjas színész
- Újházi Ede (1841–1915) színész, az Újházi-tyúkleves atyja
- Újvárosi Katalin (1916–1995) színésznő
- Vadász János (1903–1977) filmrendező
- Vályi-Nagy Tibor (1912–1969) orvos, egyetemi tanár
- Váradi József (1965–) a Wizz Air diszkont légitársaság vezérigazgatója és részvényese
- Vásáry André (1982–) férfi-szoprán énekes
- Vásáry István (1887–1955) polgármester, pénzügyminiszter
- Vásáry Tamás (1933–) zongorista
- Vekerdi József (1927–2015) Széchenyi-díjas nyelvész
- Vékony Anna (1974–) magyar színésznő
- Virágh József (1947–) magyar színész
- Völgyesi Gabriella (1977–) A Unique együttes énekesnője
- Wadgymar Artúr (1824–1899) katonaorvos

## Debrecenben éltek
- Ady Endre (1877–1919) költő, újságíró
- Arany János (1817–1882) költő
- Bay Zoltán (1900–1992) fizikus, a Debreceni Református Kollégium diákja
- Bényi Árpád (1931–2006) festőművész
- Bihar Ferenc (1847–1920) honvédelmi miniszter
- Bornemissza László (1910–2000) festőművész
- Borsos József (1875–1952) építészmérnök
- Borsos Károly (1871–1933) református pedagógus, gimnáziumi és főiskolai tanár, a Mezőtúri Református Kollégium igazgatója, klasszika-filológus, vallásfilozófus, szabadkőműves
- Cserhalmi György (1948–) színész
- Cserhát József költő (1915–1969)
- Csikai Gyula (1930–) fizikus, az MTA tagja
- Cs. Uhrin Tibor festőművész (1936–2010)
- Egri László (1988–) költő, tanár, történész
- Égerházi Imre festőművész (1925–2001)
- Fejes Tamás (1973–) a Tankcsapda dobosa
- Filep Tibor (1935–) újságíró, történész, sakkozó
- Haraszty Árpád (1907–1987) botanikus
- Hatvani István (1717–1786) professzor, természettudós
- Herpay Gábor (1885–1946) levéltáros, Debrecen családtörténetének kutatója
- Hofi Géza (1936–2002) a Csokonai Színház tagja (1960–63 között)
- Hódos Imre (1928–1989) olimpikon birkózó
- Holló László (1887–1976) festőművész
- Horthy Miklós (1868–1957) Magyarország kormányzója
- Kalmár Pál (1900–1988) dalénekes, a „Szomorú vasárnap” első előadója
- Kállai Bori (1948–) színésznő
- Kardos Albert (1861–1945) Pedagógus, irodalomtudós
- Kárpáti Károly (1906–1979) olimpiai bajnok birkózó, edző, szakíró, sportvezető
- Kesztyűs Loránd (1915–1979) orvos, immunológus, az MTA tagja, a magyarországi immunológia úttörő jelentőségű alakja
- Kiss Tamás (1912–2003) költő, esszéíró, irodalomtanár
- Kiss Tamás (1936– ) Városépítész, több debreceni városrész nívó-díjas tervezője
- Komáromi János Gábor (Karl Lujó, 1967–2015) hajléktalan performer, filmstatiszta
- Konrád György (1933–2019) író
- Kovács Tibor Ferenc orvos, kutató
- Kölcsey Ferenc (1790–1838) költő, a Himnusz szerzője
- Krompecher István (1905–1983) orvos, anatómus, hisztológus, az MTA tagja, a magyarországi csont- és porcszövettani kutatások iskolateremtő egyénisége
- Krúdy Gyula (1878–1933) író
- Lukács László (1968–) a Tankcsapda frontembere
- Láposi Lőrinc rendőrtiszt
- Latinovits Zoltán színész (1931–1976)
- Maróthi György (1715–1744), a Kollégium fiatalon elhunyt matematika-fizika professzora, a Kántus (többszólamú kórus) megalapítója
- Mikolás Tibor Ybl-díjas építész
- Móricz Zsigmond (1879–1942) író
- Oláh Gábor (1881–1942) költő
- Petőfi Sándor (1823–1849) költő
- Pünkösti Árpád újságíró
- Sarusi Mihály író
- Segner János András (1704–1777) orvos, fizikus, a Református Kollégium diákja
- Szabó Lőrinc (1900–1957) költő
- Szalay Sándor (1909–1987) fizikus, az ATOMKI alapítója
- Szikszai György (1738–1803) debreceni esperes-lelkész, író, nyelvész
- Szipál Márton (1924–2016) fotóművész
- Szokolay Örs (1931–1974) városépítész, Debrecen 1970. évi általános rendezési tervének kidolgozója
- Tar Sándor (1941–2005) író, szociográfus
- Tóth Árpád (1886–1928) költő
- Tóth László (1925–2006) karmester, a Debreceni Lyra szimfonikus zenekar alapítója
- Vántus István (1935–1992) zeneszerző, a Református Kollégium diákja
- Zám Tibor (1929–1984) író, tanár, szociográfus
- Danku Csaba (1983–) az Emberi Erőforrások Minisztériuma helyettes államtitkára, a Nemzeti Választási Iroda volt elnökhelyettese